# Virginia Wetherell
Virginia Wetherell (* 9. Mai 1943 in Farnham, Surrey) ist eine englische Schauspielerin.

## Leben
Nach ihrer Schulzeit in ihrer Heimatstadt besuchte Wetherell eine Schauspielschule in London.
Sie ist mit dem Schauspieler Ralph Bates verheiratet, mit dem sie zwei Kinder hat. Ihre Tochter Daisy (* 1974) wie auch ihr Sohn William (* 1977) arbeiten ebenfalls als Schauspieler.

## Rollen (Auswahl)
Fernsehen
- 1963: Der Partner (The Partner)
- 1972: Paul Temple (Françoise)[1]
- 1973: Dracula (Darculas Frau)
- 1974: Kein Pardon für Schutzengel (Françoise)[2]

Film
- 1968: Die Hexe des Grafen Dracula (Eve Morely)
- 1971: Dr. Jekyll und Sister Hyde (Betsy)
- 1972: Dämonen der Seele (Inge)